# 逃亡 (2012年电影)
《逃亡》是2012年挪威上映的一部电影，由罗阿尔·乌索格指导，Ingrid Bolsø Berdal主演的剧情片，该电影主要讲述一个女孩和一个女匪徒女儿的故事。

## 電影內容简介
十四世纪的挪威，因为爆发了黑死病，于是一家人决定迁徙，但是在这之中遇到了盗贼，结果导致全家人除了女儿欣儿之外，其他人全部被杀，而盗贼团伙中的，非常凶恶的女首领之所以决定留下这家人的女儿，无非是希望能给自己的女儿找一个伙伴。
虽说这家人的女儿同意了，但是这却并不能改变其悲惨的状况，而后她在盗贼女首领女儿的帮助下，终于成功的逃脱，并将凶恶的女盗贼首领及其同伙全部杀死。
故事的最后，欣儿把她家人的项链送给了那个帮助过她逃亡的，女盗贼首领的女儿手中。

## 演员表
- 伊莎贝尔·克里斯汀·安德烈森
- Ingrid Bolsø Berdal
- 米拉·奥林
- Tobias Santelmann
- Bjørn Moan
- Hallvard Holmen
- 艾伦·雷彭
- 汉斯·雅各布·桑德
- 马丁·斯拉托
- 克里斯蒂安·埃斯佩达尔
- 理查德·斯科格
- Eirik Holden

## 其他
- 该作的背景在挪威，并且该作的盗贼的设定在之后都经过改变。[2]

## 放映
- 该作于 9 月 20 日在 2012 年 Slash 电影节上首映[3]，后于 9 月 27 日在挪威上映。[4]

## 评价
- Variety认为该作的逃亡剧情很令人过瘾。[5]DVD Talk评论网上的 Thomas Spurlin将其评为 3/5 星并认为该作的亮点就是两个女孩逃亡的紧张画面。[6]

## 備註
1. ↑  Furuly, Jan Gunnar. . Aftenposten. 2012-09-26  [2015-07-24]. （原始内容存档于2016-03-04） （挪威语）.
2. ↑  Steen, Thea. . Dagbladet. 2012-09-28  [2015-07-24]. （原始内容存档于2016-03-04） （挪威语）.
3. ↑  Huber, Christoph. . Die Presse. 2012-09-19  [2015-07-24]. （原始内容存档于2016-03-04） （German）.
4. ↑  Selas, Jon. . Verdens Gang. 2012-09-27  [2015-07-24]. （原始内容存档于2016-07-01） （挪威语）.
5. ↑  Simon, Alissa. . Variety. 2013-06-27  [2015-07-24]. （原始内容存档于2023-06-07）.
6. ↑  Spurlin, Thomas. . DVD Talk. 2013-05-09  [2015-07-24]. （原始内容存档于2023-01-04）.